# Dąbrowa Oleśnicka
Dąbrowa Oleśnicka − przystanek kolejowy w Dąbrowie, w Polsce, w województwie dolnośląskim, w powiecie oleśnickim.

## Ruch pasażerski
| Rok  | Wymiana pasażerska na dobę |
| ---- | -------------------------- |
| 2017 | 0-9                        |
| 2022 | 10-19                      |